# Serranía de Ronda
La Serranía de Ronda és una comarca que es troba a l'oest de la província de Màlaga.

## Municipis
Els municipis que formen la comarca són:
- Algatocín
- Alpandeire
- Arriate
- Atajate
- Benadalid
- Benalauría
- Benaoján
- Benarrabá
- Cartajima
- Cortes de la Frontera
- Faraján
- Gaucín
- Genalguacil
- Igualeja
- Jimera de Líbar
- Jubrique
- Júzcar
- Montecorto
- Montejaque
- Parauta
- Pujerra
- Ronda
- Serrato